# Alchemilla dostalii
Alchemilla dostalii är en rosväxtart som beskrevs av A. Plocek. Alchemilla dostalii ingår i släktet daggkåpor, och familjen rosväxter. Inga underarter finns listade i Catalogue of Life.